# Puente de los Franceses (cançó)

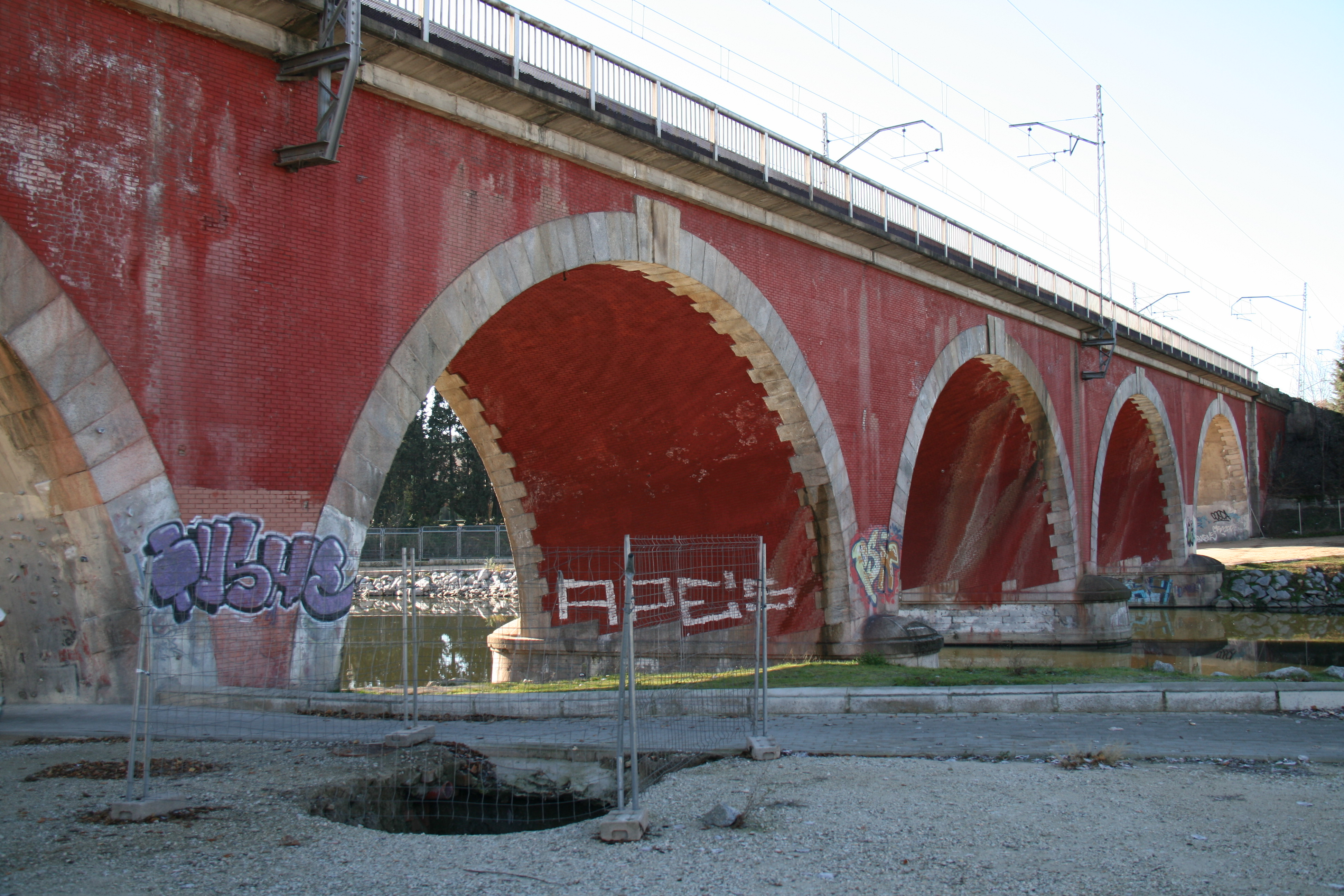
El Puente de los Franceses.

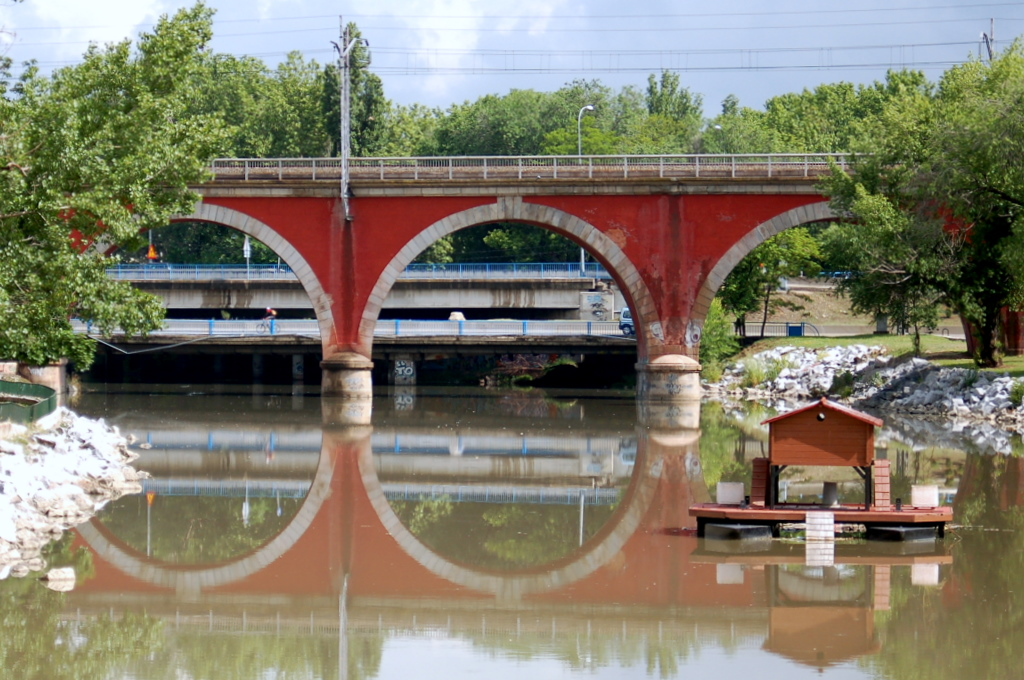

Puente de los Franceses és una copla inspirada en el bàndol republicà durant la Guerra Civil espanyola. La seva lletra se centra en la defensa/atac del viaducte ferroviari denominat Puente de los Franceses, intens front de batalla en els primers dies del mes de novembre de l'any 1936 que van donar pas al front de batalla sobre la Ciutat Universitària. Aquesta cobla forma part del cançoner de la Guerra Civil amb l'objecte d'elevar la moral dels combatents del bàndol republicà, el seu melodia tenia origen en la de los cuatro muleros.

## Context
El pont va ser construït entre els anys 1860 i 1862 per enginyers francesos amb l'objecte de poder donar servei a la línia fèrria del Nord (Madrid-Venta de Baños-Irun), en el seu encreuament amb el riu Manzanares. El seu nom popular es deu a la presència d'aquests obrers francesos durant la seva construcció, i la convivència amb els madrilenys. Es va realitzar el viaducte en una mescla de vermell maó i granit (empleat en les dovellas). El Pont es trobava a la rodalia de l'Estació del Norte. Es troba a la vora del riu a la frontera amb la Casa de Campo.
En l'any 36, després del cop d'estat militar es produeix la denominada marxa a Madrid. En la qual uns vuit mil efectius rebels procedents del protectorat espanyol del Marroc pretenen prendre la capital que es troba en el bàndol republicà. El seu avanç des del sud, des d'Extremadura i Toledo va fer que es trobessin les forces assaltants al novembre de 1936 a les portes de Madrid, al davant a la Casa de Campo. La Junta de Defensa de Madrid va assignar al comandant Romero la defensa d'aquesta posició sobre el viaducte que va començar a entrar en combat el 15 de novembre. L'intens combat que es va produir en aquests dies, va fer que el viaducte finalment no fos croat, però va desplaçar l'eix d'atac aigües amunt pel riu uns 500 metres. Lloc pel qual van aconseguir creuar amb nombroses baixes les tropes assaltants, establint-se l'anomenada "passarel·la de la mort". La defensa republicana es va aferrissar a l'espai existent entre el viaducte dels francesos i el puente de San Fernando.

## Lletra i els seus elements
Una de les primeres versions de la cobla esmenta els elements característics de la batalla entorn del viaducte: els milicians republicans (defensors), la Casa de Campo (eix d'atac principal de les tropes rebels del General Asensio), els moros (les tropes de tabors procedents del protectorat del Marroc), el riu Manzanares (línia divisòria de tots dos bàndols el dia 14 i 15 de novembre de 1936), i els intensos bombardejos terrestres i aeris dels dies precedents sobre la ciutat, així com la zona. Todo ello conforma la letra de esta primera versión:
| « | Puente de los Franceses puente de los Franceses puente de los Franceses mamita mía nadie te pasa, nadie te pasa. Porque los milicianos porque los milicianos mamita mía que bien te guardan, que bien te guardan Por la Casa de Campo Por la casa de Campo mamita mia y el manzanares, y el manzanares Quieren pasar los moros mamita mia no pasa nadie, no pasa nadie Madrid ¡que bien resistes! mamita mía los bombardeos, los bombardeos De las bombas se ríen de las bombas se ríen mamita mía los madrileños, los madrileños. | » |

Hi ha altres versions amb major contingut, i que fan referència en la seva lletra als quatre generals assaltants:Franco, Sanjurjo (mort en començar la rebel·lió), Mola i Queipo de Llano.

## La cobla en la cultura popular
El final de la Guerra Civil mitjançant el cop "casadista", que va derrocar al govern republicà del socialista Juan Negrín, va fer que s'escrivissin contra-rèpliques populars a la cobla:
| «           | Puente de los Franceses ya te han pasado, porque los casadistas te han traicionado | » |
| — (Anónimo) |                                                                                    |   |

Aquesta i altres cobles de la defensa de Madrid van ser vetades en la postguerra. Començaren a cantar-se, ja com a record, en el període de la transició espanyola.